# John Barber (engenheiro)

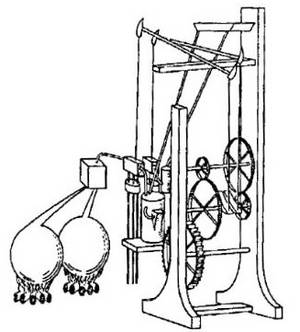
Turbina a gás de John Barber

John Barber (Nottinghamshire, 1734 – 1801) foi um inventor inglês.
Na década de 1760 foi para Nuneaton, para administrar minas de carvão. Mais tarde viveu em Attleborough, Warwickshire. Entre 1766 e 1792 patenteou diversas invenções, das quais a mais notável foi uma turbina a gás de 1791. Embora ela não tenha sido construída, ele descreveu detalhadamente seu princípio de funcionamento.